# Uljanowka (Leningrad)
Uljanowka (russisch Улья́новка, finnisch Uljana) ist eine Siedlung städtischen Typs in der Oblast Leningrad (Russland) mit 11.267 Einwohnern (Stand 1. Januar 2024).

## Geographie
Die Siedlung liegt etwa 40 km südöstlich des Oblastverwaltungszentrums Sankt Petersburg am Flüsschen Sablinka unmittelbar oberhalb seiner Mündung in den linken Newa-Nebenfluss Tosna.
Uljanowka gehört zum Rajon Tosnenski und befindet sich 12 km nordwestlich von dessen Verwaltungszentrum Tosno. Es ist Sitz und einziger Ort der Stadtgemeinde Uljanowskoje gorodskoje posselenije.

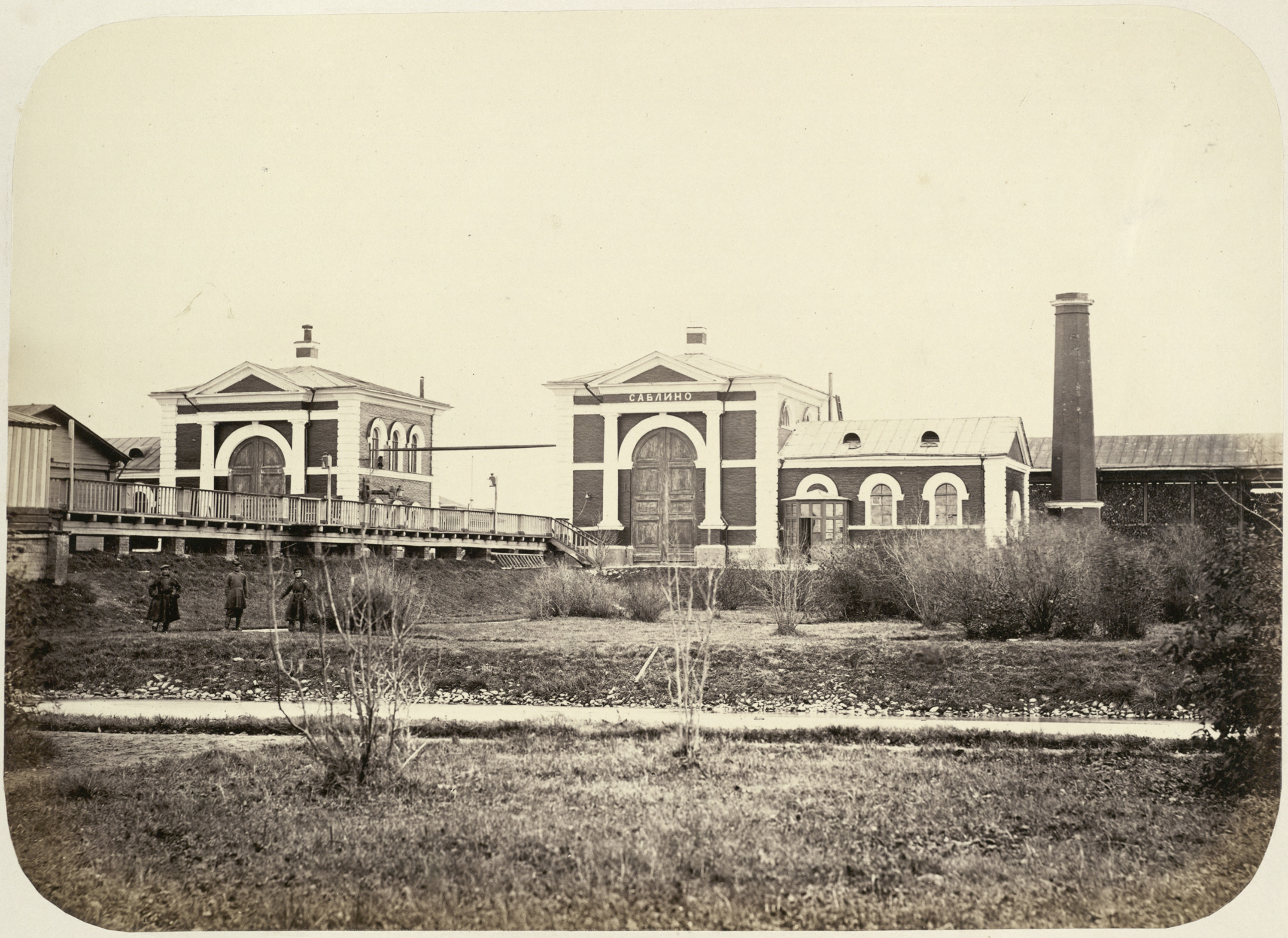
Bahnhof Sablino (um 1860)
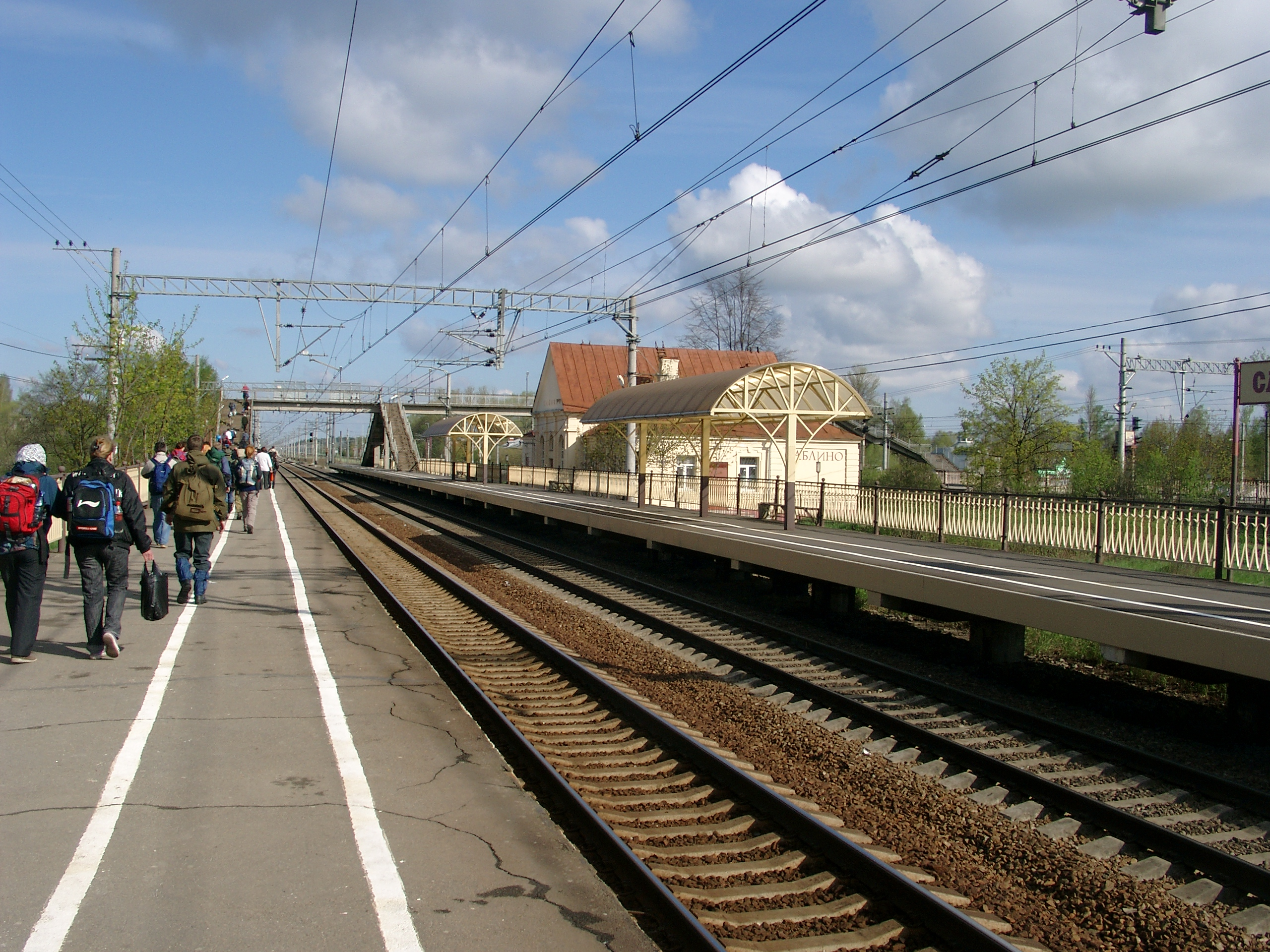
Bahnhof Sablino (2012)
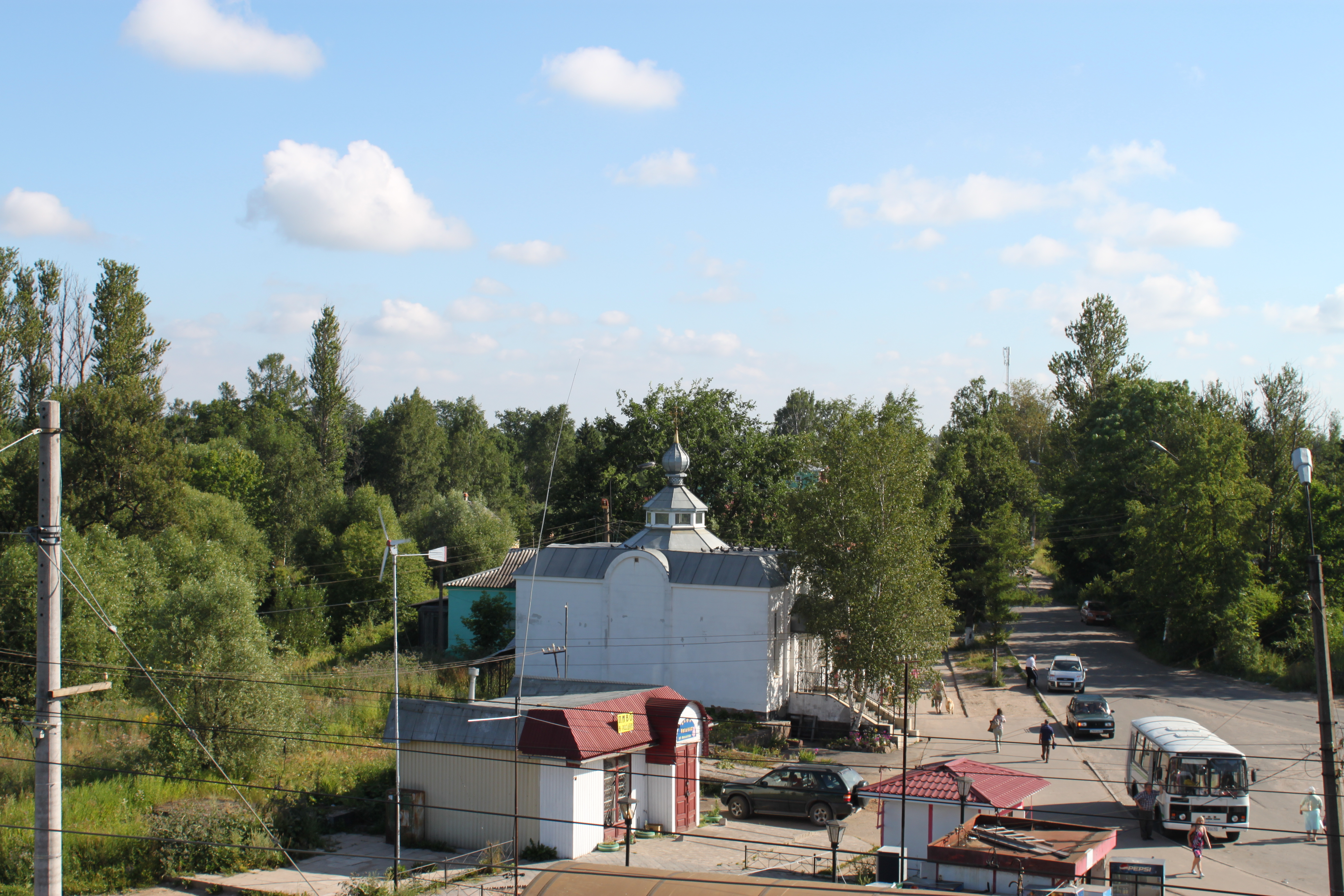
Bahnhofsvorplatz
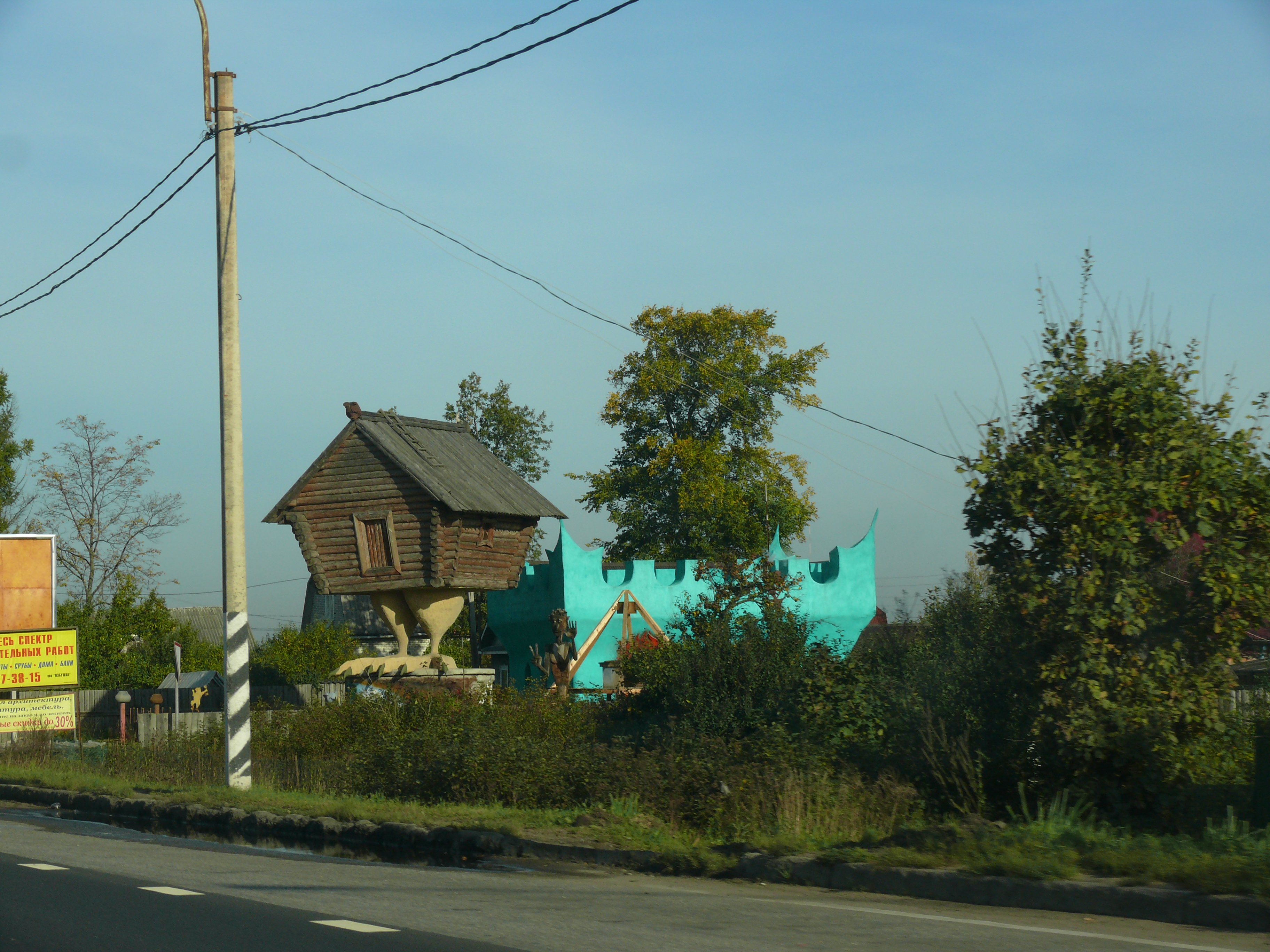
Hütte auf Hühnerbeinen in Uljanowka (russisches Märchenmotiv)

## Geschichte
Der Ort wurde erstmals 1727 auf einer Karte von Ingermanland als Chartschewnja Sablina erwähnt, offensichtlich eine Gastwirtschaft eines Sablin. Bis 1810 nur ein kleiner Ort, siedelten sich dann Familien aus dem Gouvernement Jaroslawl an. Im 19. Jahrhundert gehörten die Ländereien verschiedenen hohen Adeligen, so der Frau des Hofmeisters des Zaren, Anna Naryschkina, später dem Grafen Nikolai Rumjanzew.
Nach der Eröffnung der Nikolaibahn von Sankt Petersburg nach Moskau 1851 entstand eine Siedlung um die Bahnstation. Bis gegen Ende des Jahrhunderts entwickelte sich daraus eine größere Datschensiedlung, genannt Datschnoje Sablino. Von 1905 bis um 1918 existierte dort eine Pferdestraßenbahn.
Die Ortsteile wuchsen allmählich zusammen und erhielten am 9. Dezember 1922 den Namen Uljanowka. Der – zum Zeitpunkt der Umbenennung noch lebende – Staatsführer Lenin (eigentlich Wladimir Uljanow) hatte dort 1905–1906 bei seiner Schwester Anna Jelisarowa-Uljanowa gewohnt. Seit 16. Mai 1927 hat Uljanowka den Status einer Siedlung städtischen Typs.
Im Zweiten Weltkrieg war der Ort während der Leningrader Blockade von Herbst 1941 bis zum 24. Januar 1944 von der deutschen Wehrmacht besetzt. 

### Bevölkerungsentwicklung
| Jahr | Einwohner |
| ---- | --------- |
| 1926 | 3.732     |
| 1939 | 11.609    |
| 1959 | 16.493    |
| 1970 | 16.017    |
| 1979 | 14.117    |
| 1989 | 9.595     |
| 2002 | 9.244     |
| 2010 | 11.601    |

Anmerkung: Volkszählungsdaten

## Sehenswürdigkeiten
In Uljanowka steht die Nikolai-Kirche (церковь Николая Чудотворца, zerkow Nikolaja Tschudotworza) von 1899. Seit 2001 gibt es ein Ortsmuseum.

## Persönlichkeiten

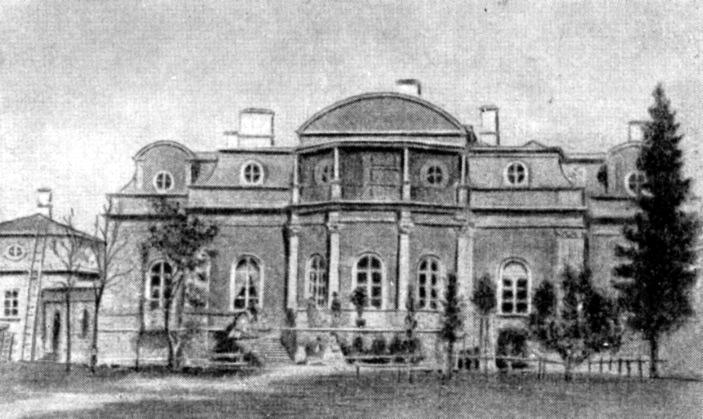
Alexei Tolstois Anwesen Pustynka vor der Zerstörung

Am Rande Uljanowkas unweit der Tosna befand sich das im Zweiten Weltkrieg weitgehend zerstörte Anwesen Pustynka des Schriftstellers Alexei Tolstoi (Kosma Prutkow), der dort häufig von Persönlichkeiten wie dem Philosophen Wladimir Solowjow oder dem Schriftsteller Iwan Turgenew besucht wurde. In der Siedlung lebten zeitweilig unter anderem der Schriftsteller Witali Bianki und die Dichterin Olga Bergholz.

## Verkehr
In Uljanowka befindet sich bei Kilometer 40 der Bahnhof Sablino, der auf diesem Abschnitt seit 1960 elektrifizierten Bahnstrecke Sankt Petersburg – Moskau. Nach Sankt Petersburg besteht Vorortzugverkehr. Bei Sablino zweigt eine Querverbindung für den Güterverkehr nach Mga an der Strecke Sankt Petersburg – Wologda ab.
Südwestlich der Siedlung führt die föderale Fernstraße M10 Rossija von Moskau nach Sankt Petersburg vorbei, die südlich der Siedlung von der A120, dem Südlichen Halbring um Sankt Petersburg, gekreuzt wird. Durch die Siedlung verläuft die nach Otradnoje am linken Newa-Ufer führende Regionalstraße 41K-028.